# Cù lao Chàm
Cù lao Chàm là một cụm đảo thuộc xã đảo Tân Hiệp, thành phố Đà Nẵng, Việt Nam.

## Địa hình
Cù lao Chàm nằm cách bờ biển Cửa Đại 18 km và đã được UNESCO công nhận là khu dự trữ sinh quyển thế giới.
Cù lao Chàm bao gồm 8 đảo (hòn): Hòn Lao (còn gọi là hòn Cù Lao, lớn nhất), Hòn Khô Mẹ, Hòn Khô Con, Hòn Lá, Hòn Dài, Hòn Mồ, Hòn Tai, Hòn Ông. Dân số trên các hòn đảo này gồm khoảng 3.000 người.
Đảo Hòn Lao (cũng gọi là Cù Lao Chàm) có diện tích lớn nhất (13,82 km²) và đỉnh cao nhất (517m). Tính phân bậc địa hình khá rõ, nhất là trên sườn TN của đảo, với các bậc: 10-20m; 20-30m; 40-60m; 80-120m; 180-220m; 300-350m; 400-500m. Các bề mặt cao trên 80m được xác định là các mặt san bằng, có tuổi từ Miocen muộn đến Pleistocen, bản chất là các pedimen và pediplen. Đặc điểm nổi bật của địa hình Cù Lao Chàm là tính bất đối xứng: đảo định hướng TB-ĐN với sườn ĐB hẹp và dốc đứng, sườn TN rộng và thoải hơn. Từ đó tạo ra sự phân dị rõ rệt của các quá trình tạo bờ biển. Bờ ĐB là các vách đứng trơ đá gốc, cao đến 100m, đang chịu công phá mãnh liệt của biển, với quá trình đổ lở khối tảng lớn, thuộc bờ mài mòn phá hủy trọng lực. Còn bờ TN gồm các đoạn cong lõm xen các mỏm nhô tạo các vụng nhỏ, với tích tụ cát lấp đầy đáy lõm, thuộc bờ tích tụ-mài mòn.

## Địa chất
Cụm đảo Cù Lao Chàm là phần kéo dài và thấp dần về phía ĐN của khối đá granit Bạch Mã - Hải Vân - Sơn Trà của phức hệ Hải Vân, tuổi Trias sớm, đặc trưng cho giai đoạn xâm nhập granit đồng va chạm nguồn gốc vỏ gồm hai pha xâm nhập và pha đá mạch., chủ yếu gồm các đá granit biotit, granit hai mica, ít granodiorit biotit có muscovit; cũng gặp các khoáng vật cao nhôm như cordierit, sillimanit, granat. Các đá tại phần rìa khối bị biến dạng với các khoáng vật thường được sắp xếp theo phương TB-ĐN, trùng với phương biến dạng của dải Trường Sơn. Đá có kiến trúc hạt trung đến thô, có nơi gặp kiến trúc dạng porphyr với ban tinh felspat. Ngoài ra, trên đảo còn gặp các khối sót thể tù lộ ra của các đá biến chất sau hàng nhiều triệu năm bóc mòn, mà chính các đá này đã bị khối granit xuyên qua và cuốn theo: đó là các đá phiến gneis, đá phiến biotit, granitogneis.... Các mỏm đá sót này lộ ra trên bãi biển ở Bãi Bìm, Bãi Hương với nhiều vân hoa độc đáo, được tạo nên bởi quá trình biến chất nhiệt, là dấu ấn đặc biệt quan trọng để nhận biết về lịch sử hình thành của dải đất trên thềm lục địa này. Các trầm tích Đệ Tứ tuy phát triển hạn chế, nhưng cũng khá đa dạng về nguồn gốc, bao gồm các thành tạo sườn tích, lở tích, lũ tích, aluvi và biển, có tuổi từ Pleistocen giữa đến hiện đại. Trầm tích bao gồm chủ yếu là cát, sạn sỏi thạch anh, các mảnh vụn san hô, vỏ sò ốc và cuội đá granit kích thước rất khác nhau.
Cù lao Chàm là một di tích văn hoá lịch sử gắn với sự hình thành và phát triển của đô thị thương cảng Hội An. Bản đồ Tây-phương xưa thường ghi Cù lao Chàm với tên "Champello" lấy từ tiếng Nam-Ấn (Autronesian) "Pulau Champa". Cù lao Chàm còn có các tên gọi khác như Chiêm Dự (thời vua Tự Đức), Puliciam, Chiêm Bất Lao, Tiên Bích La. Tại đây còn nhiều di tích thuộc các nền văn hóa Sa Huỳnh, Chăm Pa, Đại Việt, với các công trình kiến trúc cổ của người Chăm và người Việt có niên đại vài trăm năm.
Đây còn là một địa điểm du lịch có khí hậu quanh năm mát mẻ, hệ động thực vật phong phú, đặc biệt là nguồn hải sản và nguồn tài nguyên yến sào. Các rạn san hô ở khu vực biển cù lao Chàm cũng được các nhà khoa học đánh giá cao và đưa vào danh sách bảo vệ.
Tháng 10 năm 2003, Khu Bảo tồn thiên nhiên Cù Lao Chàm được thành lập để giữ gìn sinh vật hoang dã trên đảo, là một trong 15 khu Bảo tồn biển của Việt Nam vào thời điểm năm 2007.
Ngày 29 tháng 5 năm 2009, với hệ động thực vật phong phú và những di tích lịch sử hàng trăm năm trước, Cù Lao Chàm được UNESCO công nhận là Khu dự trữ sinh quyển thế giới trong phiên họp thứ 21 của Ủy ban Điều phối quốc tế chương trình con người và sinh quyển diễn ra tại đảo Jeju (Hàn Quốc).

## Hình ảnh

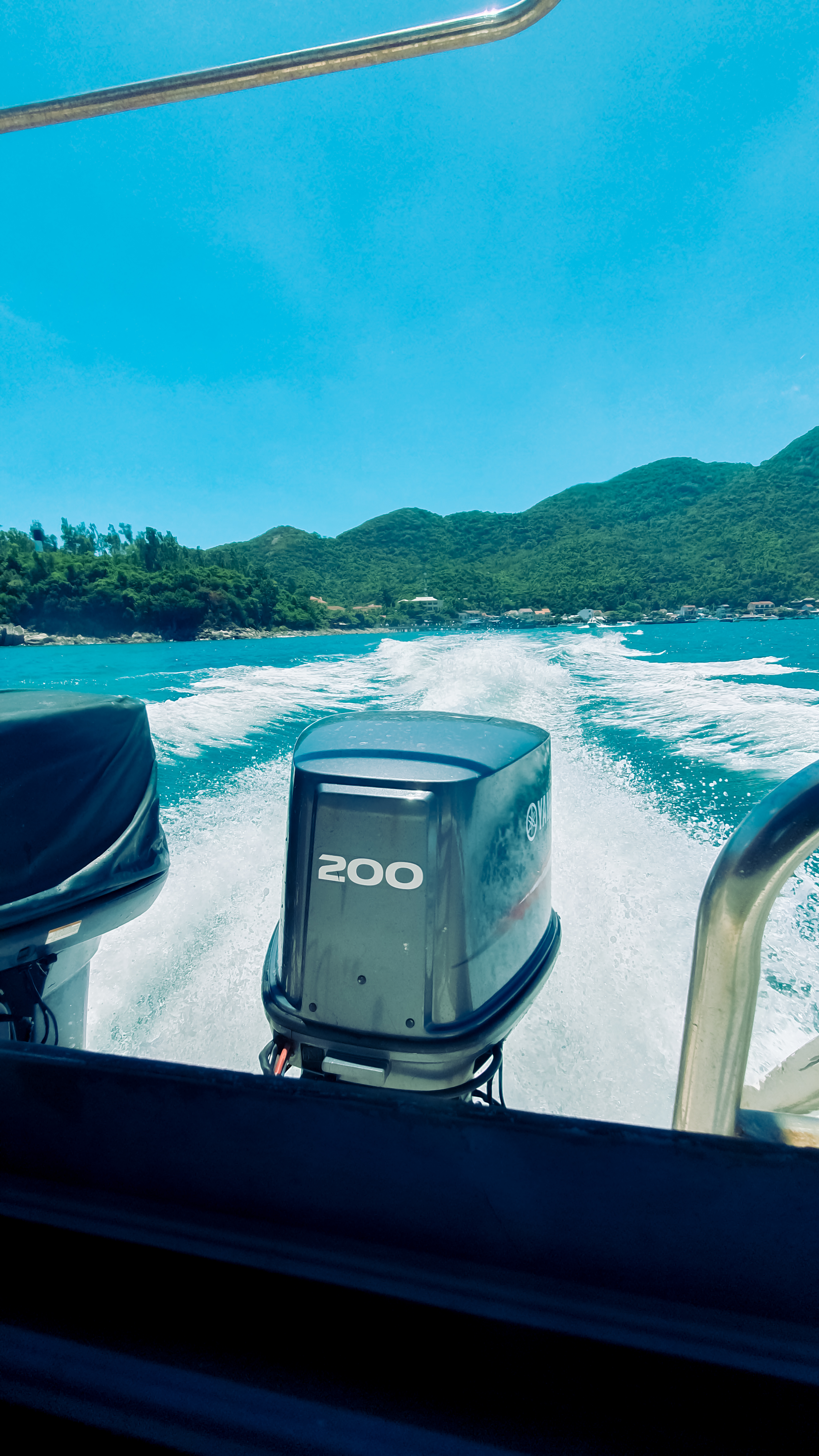
Góc nhìn từ Cano tốc độ cao

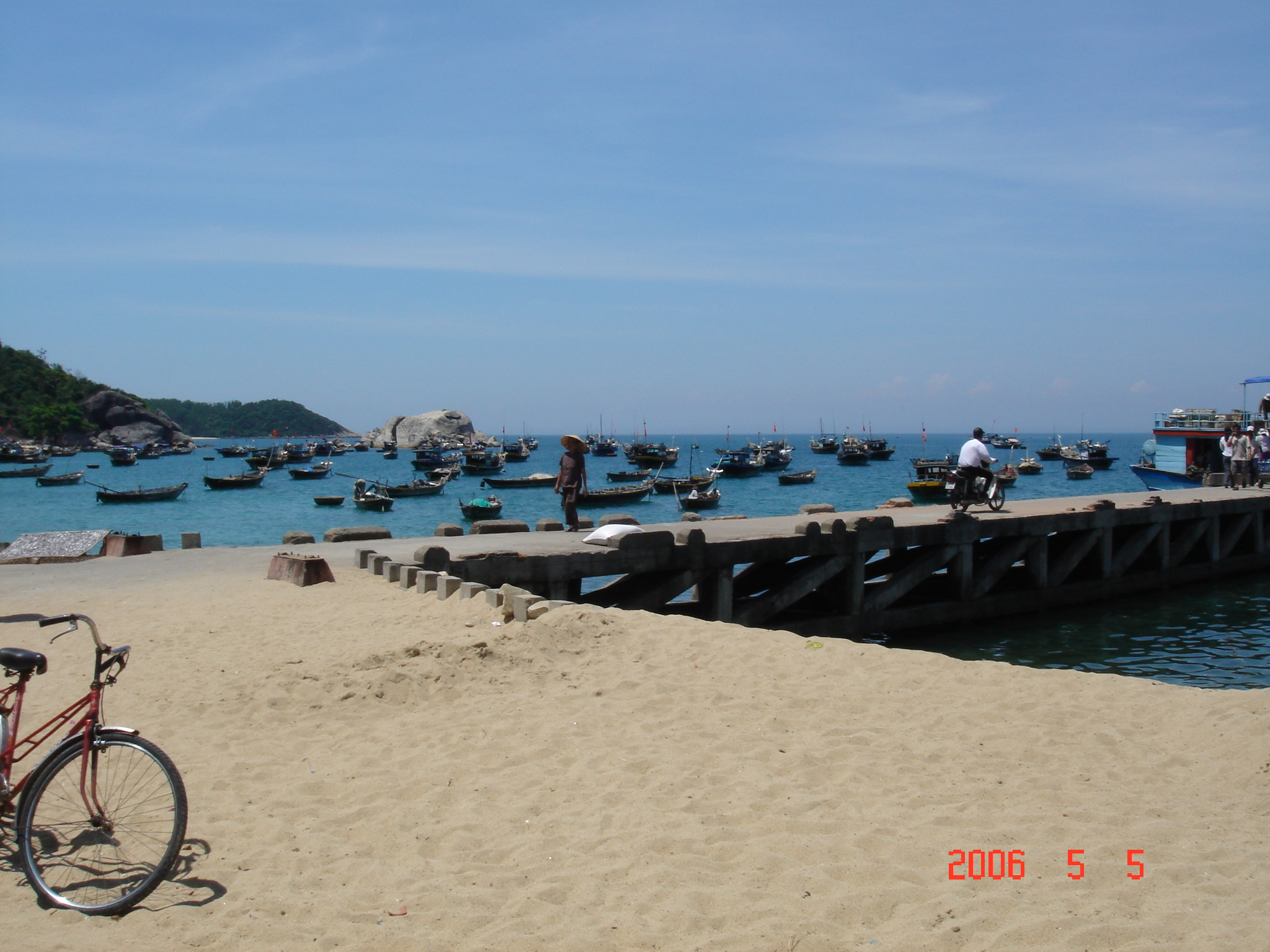
Cầu cảng vào đảo
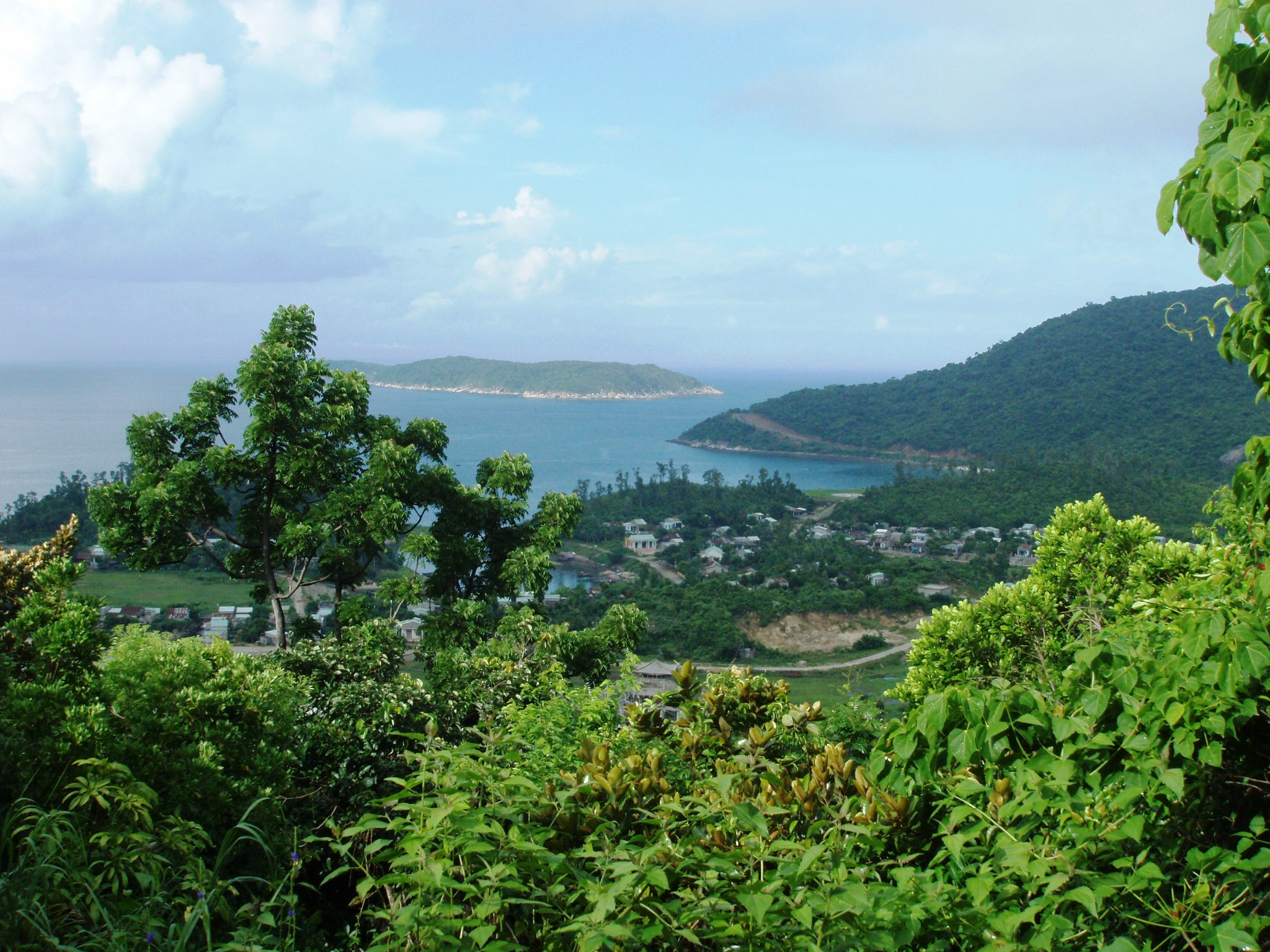
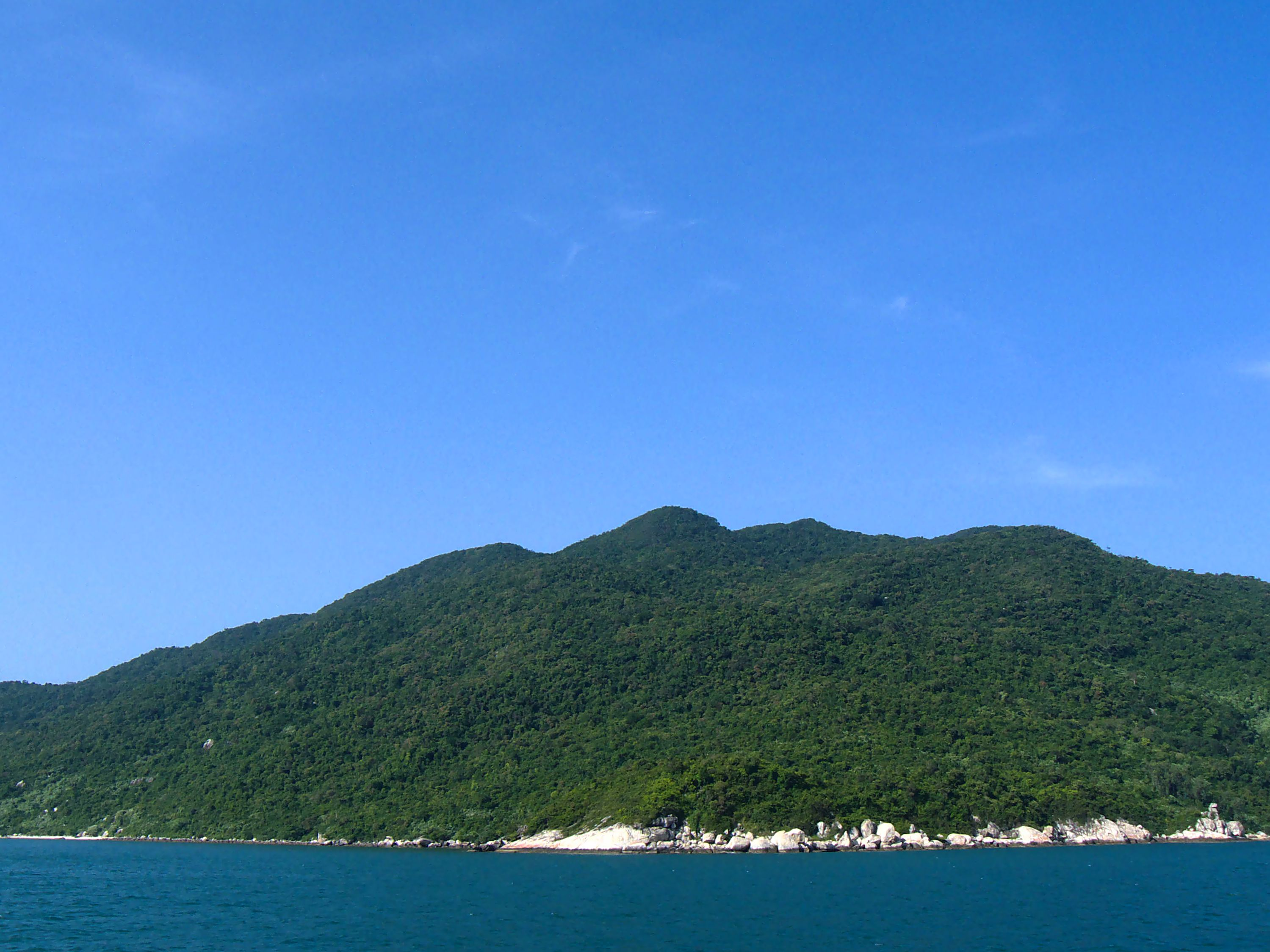
Khu bảo tồn thiên nhiên
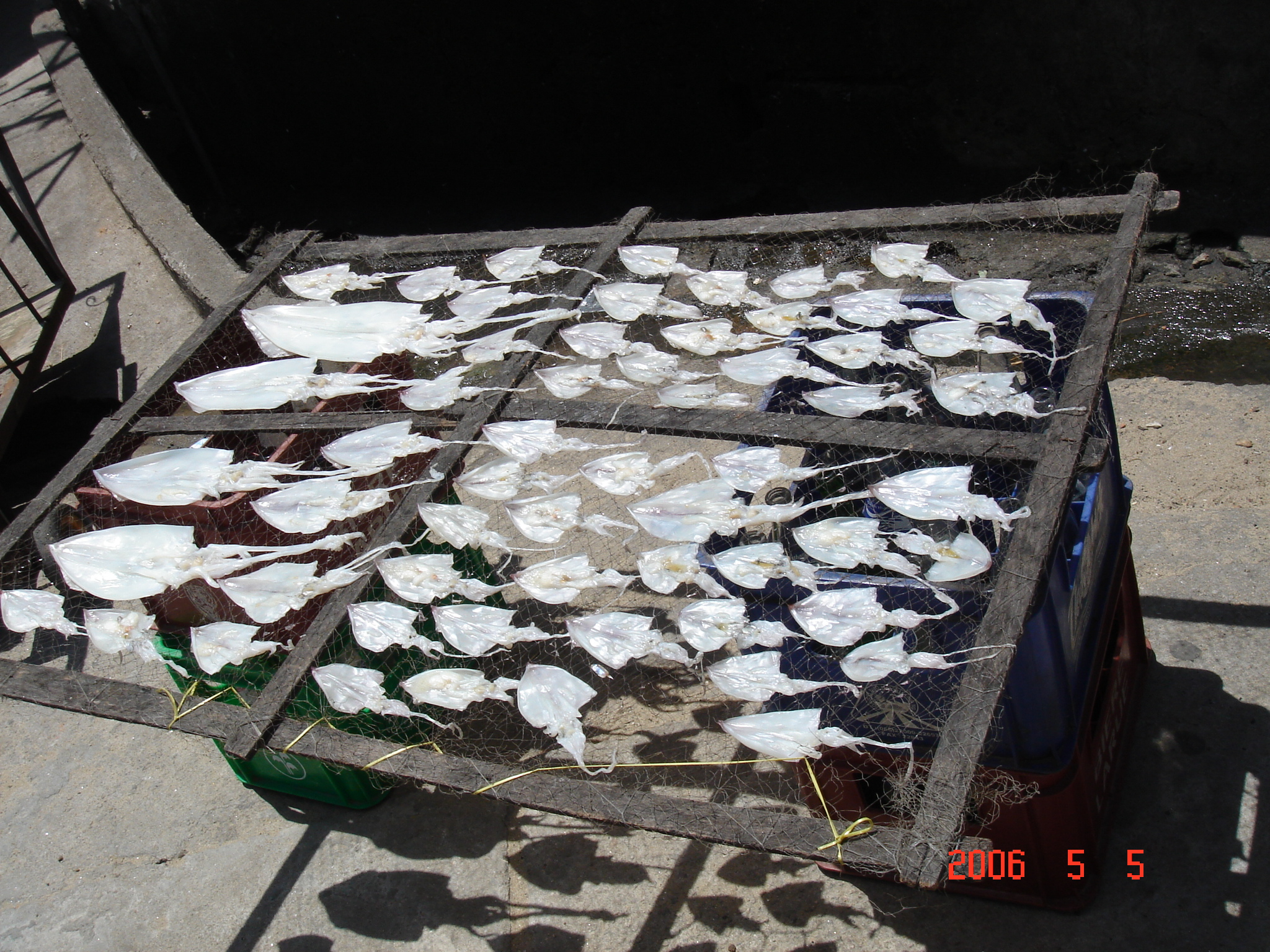
Cách phơi mực của cư dân trên đảo
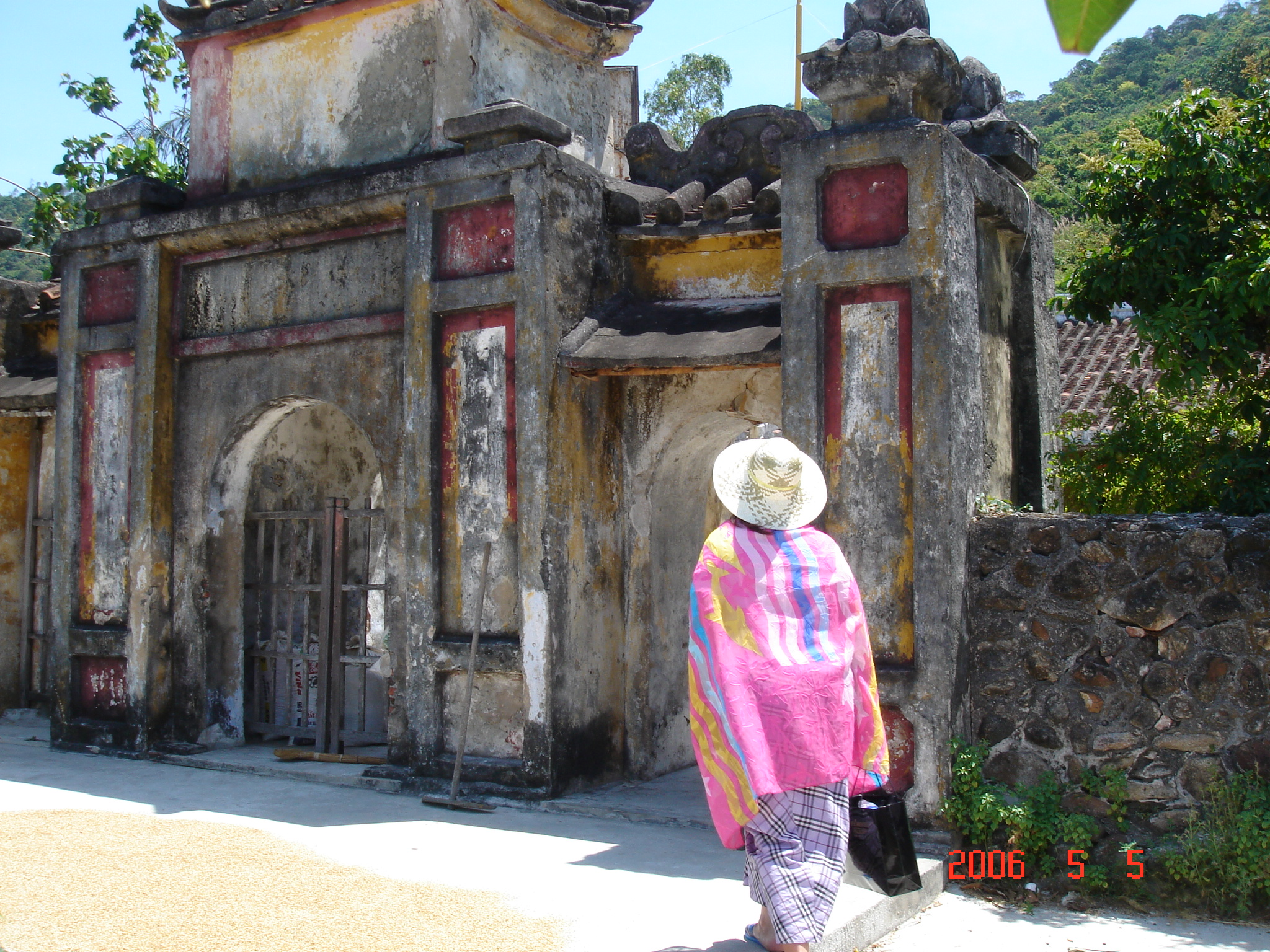
Ngôi chùa 400 năm
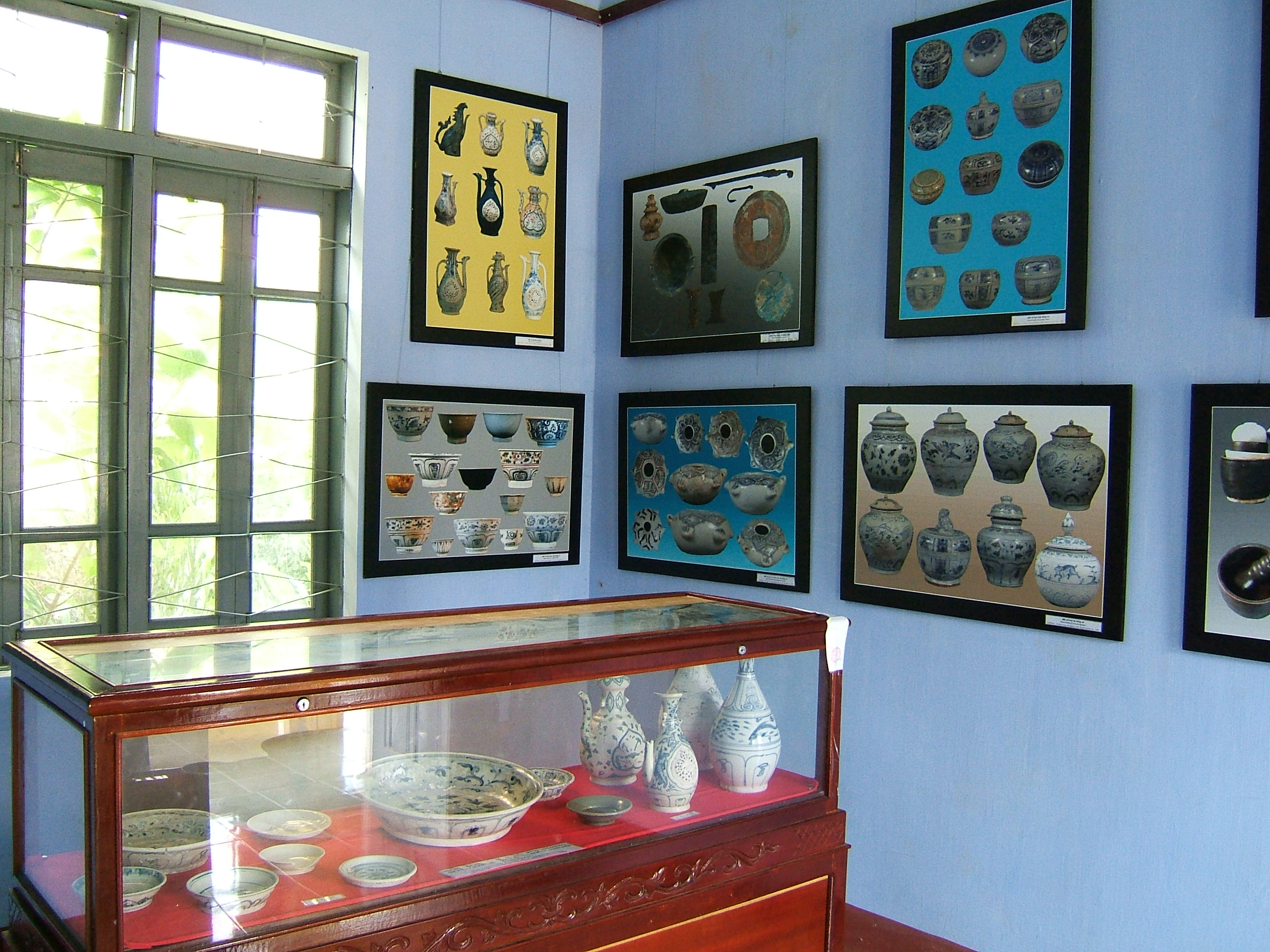
Hiện vật vớt tại con tàu đắm gần Cù Lao Chàm